# Clypeomorus
Clypeomorus là một chi ốc biển, là động vật thân mềm chân bụng sống ở biển trong họ Cerithiidae.

## Các loài
Các loài trong chi Clypeomorus bao gồm:
- Clypeomorus admirabilis Houbrick, 1985[2]
- Clypeomorus adunca (Gould, 1849)[3]
- Clypeomorus batillariaeformis Habe & Kosuge, 1966[4]
- Clypeomorus bifasciatus (G.B. Sowerby II, 1855)[5]
- Clypeomorus brevis (Quoy & Gaimard, 1834)[6]
- Clypeomorus inflata (Quoy & Gaimard, 1834)[7]
- Clypeomorus irrorata (Gould, 1849)[8]
- Clypeomorus nympha Houbrick, 1985[9]
- Clypeomorus pellucida (Hombron & Jacquinot, 1852)[10]
- Clypeomorus persicus Houbrick, 1985[11]
- Clypeomorus purpurastoma Houbrick, 1985[12]
- Clypeomorus subbrevicula (Oöstingh, 1925)[13]
- Clypeomorus verbeekii (Woodward, 1880)[14]

Các loài được đưa vào đồng nghĩa
- Clypeomorus caeruleum (G.B. Sowerby II, 1855): đồng nghĩa của Cerithium caeruleum G.B. Sowerby II, 1855
- Clypeomorus chemnitziana (Pilsbry, 1901): đồng nghĩa của Clypeomorus petrosa chemnitziana (Pilsbry, 1901)
- Clypeomorus clypeomorus Jousseaume, 1888: đồng nghĩa của Clypeomorus bifasciatus (G.B. Sowerby II, 1855)
- Clypeomorus concisus (Hombron & Jacquinot, 1852): đồng nghĩa của Clypeomorus bifasciatus (G.B. Sowerby II, 1855)
- Clypeomorus coralium (Kiener, 1841): đồng nghĩa của Cerithium coralium Kiener, 1841
- Clypeomorus gennesi (H. Fischer & Vignal, 1901): đồng nghĩa của Clanculus tonnerrei (G. Nevill & H. Nevill, 1874)
- Clypeomorus moniliferus (Kiener, 1841): đồng nghĩa của Clypeomorus batillariaeformis Habe & Kosuge, 1966
- Clypeomorus morus (Lamarck, 1822): đồng nghĩa của Clypeomorus bifasciatus (G.B. Sowerby II, 1855)
- Clypeomorus penthusarus Iredale, 1929: đồng nghĩa của Clypeomorus bifasciatus (G.B. Sowerby II, 1855)
- Clypeomorus petrosa (Wood, 1828): đồng nghĩa của Clypeomorus petrosa petrosa (Wood, 1828)
- Clypeomorus traillii (G.B. Sowerby II, 1855): đồng nghĩa của Cerithium traillii G.B. Sowerby II, 1855
- Clypeomorus tuberculatus (Linnaeus, 1767): đồng nghĩa của Cerithium tuberculatum (Linnaeus, 1767)
- Clypeomorus zonatus (Wood, 1828): đồng nghĩa của Cerithium zonatum (Wood, 1828)